# Léonard de Hodémont
Léonard (Collet) de Hodémont (* um 1575 in Lüttich; † im August 1636 ebenda) war ein im Hochstift Lüttich tätiger Komponist.

## Leben
Léonard de Hodémont erhielt seine musikalische Ausbildung an der Lambertuskathedrale Lüttich und ab 1595 an der Universität Löwen. 1612 wurde er Kanoniker an der Lambertuskathedrale, am 26. Oktober 1616 Chorleiter (Maître de chant), ein Amt, das er bis zum 25. Februar 1633 innehatte.
Das kompositorische Werk umfasst hauptsächlich sakrale Werke, aber auch profane Musik. In seinem Kompositionsstil zeigte er sich offen für aus Italien kommende Strömungen des Barock. Hodémonts Schaffen war prägend für die Musik des frühen 17. Jahrhunderts im Hochstift Lüttich. Sein Wirken hatte Einfluss auf die jüngeren Komponisten im Bereich der Kathedrale, wie Lambert Pietkin und Henry Du Mont, den späteren Kapellmeister des französischen Königs Ludwig XIV.

## Werke (Auswahl)
- Armonica recreatione (dreistimmige Villanelli),  (Antwerpen, 1625)
- Sacri concentus, ein- bis fünfstimmige Motetten,  (Lüttich, 1630)
- Salve regina, im „Grand livre de choeur de Saint-Lambert“
- 3 Ecce panis angelorum, im 2. Chorbuch der Kathedrale St. Lambert enthalten.
- 14 librorum antiphonarium de Sancti Lamberti, 1629